# Михаїл Митяй
Михаї́л (у миру Митяй; ?, Коломна — 1379, Візантійська імперія) — Архімандрит московського Спаського монастиря; наречений митрополит Великої Русі (намісник).

## Біографія
Михаїл був родом з Коломни. Він був близький до князя і бояр, у той час як монахи і священики сприймали його вороже. Це була постать швидше політична, ніж духовна.
Після смерті Митрополита Олексія (Бяконта) кафедру мав посісти раніше призначений Константинополем Кипріан, але у Москві його не прийняли. Московський князь Дмитро Іванович, фактично, самовільно призначив на кафедру Михаїла. Михаїл отримав титул «Митрополит Великої Русі», у той час як Кипріан носив титул «Митрополита Київського, всієї Русі і Литви». Таким чином намітився поділ Руської Православної Церкви на Українську Православну Церкву та Російську Православну Церкву.

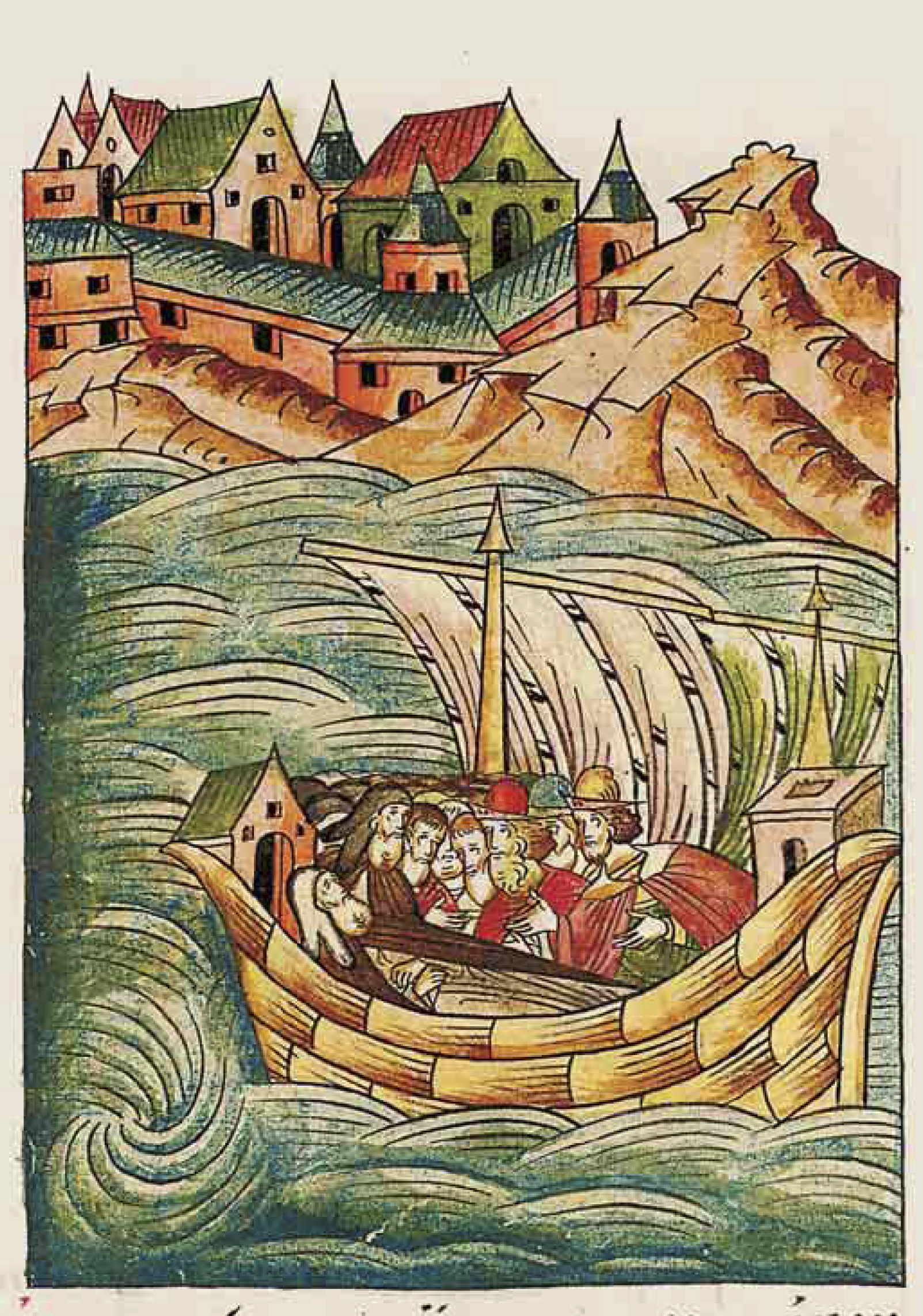
Лицевий літописний звід, «Смерть митрополита Митяя»

Причина полягала в тому, що тогочасна Москва прагнула підпорядкувати собі Церкву у політичних цілях. Князю було важливо мати власну Митрополію, а єпархії, що були під владою Литви його не цікавили. Більше того, в цей час у Москві підігрівались антилитовські настрої, і спроби Кипріана об'єднати під своїм началом православних двох держав у єдиній Церкві закінчились нічим.
Намагання утворити окрему Митрополію «Великої Русі» без західних і південно-західних єпархій, котрі підкорялись лише Кипріану наштовхнулись і на супротив всередині північно-східних єпархій, перш за все у середовищі монахів і священиків.
Для затвердження сану митрополита Митяй змушений був здійснити поїздку до Константинополя, під час якої помер. По смерті Мітяя Никонівський літопис зазначає:
|  | Инии глаголаху о Митяй, яко задушиша его, инии же глаголаху, яко морскою водою умориша его, понеже и епискупи вси, и архимариты, и игумены, и священницы, и иноцы, и вси бояре, и людие не хотяху Митяя видети в митрополитех; но един князь великий хотяше |